# 承平 (沮渠無諱)
承平（443年-460年），是大涼君主沮渠無諱、沮渠安周的年號，共計17年。二年六月沮渠安周沿用。
吐魯番出土文物中有：“承平三年歲次大梁（酉）”、“承平十五年歲在丁酉”、“承平十三年歲在乙未”等與沮渠無諱的承平干支配合的字樣；不過亦有與沮渠無諱的承平干支不配的“承平五年歲在丙戌”、“承平八年歲在己丑”字樣。學者認爲此與沮渠無諱的承平干支不配的承平年號當是麴氏高昌的第一個年號。另外，在沮渠牧犍的承和年號和承平之間可能存在一個437年起至442年的建平年號。

## 纪年
| 承平 | 元年   | 二年   | 三年   | 四年   | 五年   | 六年   | 七年   | 八年   | 九年  | 十年  |
| ---- | ------ | ------ | ------ | ------ | ------ | ------ | ------ | ------ | ----- | ----- |
| 公元 | 443年  | 444年  | 445年  | 446年  | 447年  | 448年  | 449年  | 450年  | 451年 | 452年 |
| 干支 | 癸未   | 甲申   | 乙酉   | 丙戌   | 丁亥   | 戊子   | 己丑   | 庚寅   | 辛卯  | 壬辰  |
| 承平 | 十一年 | 十二年 | 十三年 | 十四年 | 十五年 | 十六年 | 十七年 | 十八年 |       |       |
| 公元 | 453年  | 454年  | 455年  | 456年  | 457年  | 458年  | 459年  | 460年  |       |       |
| 干支 | 癸巳   | 甲午   | 乙未   | 丙申   | 丁酉   | 戊戌   | 己亥   | 庚子   |       |       |

## 参看
- 中国年号列表
- 其他使用承平年號的政權
- 同期存在的其他政权年号
  - 元嘉（424年八月—453年十二月）：南朝宋皇帝宋文帝刘义隆的年号
  - 太初（453年二月—453年五月）：南朝宋皇帝刘劭的年号
  - 孝建（454年正月—456年十二月）：南朝宋宋孝武帝刘骏的年号
  - 大明（457年正月—464年十二月）：南朝宋宋孝武帝刘骏的年号
  - 建平（454年二月—六月）：魯爽的年号
  - 永光（454年七月）：南朝宋武昌王劉渾的年号
  - 太延（435年正月-440年六月）：北魏政权魏太武帝拓跋燾年号
  - 太平真君（440年六月-451年六月）：北魏政权魏太武帝拓跋燾年号
  - 正平（451年六月-452年二月）：北魏政权魏太武帝拓跋燾年号
  - 承平（452年二月-十月）：北魏政权北魏南安王拓跋余年号
  - 兴安（452年二月-454年七月）：北魏政权魏文成帝拓跋濬年号
  - 兴光（454年七月-455年六月）：北魏政权魏文成帝拓跋濬年号
  - 太安（455年六月-459年十二月）：北魏政权魏文成帝拓跋濬年号
  - 和平（460年正月-465年十二月）：北魏政权魏文成帝拓跋濬年号